# 加夫里利斯克农村居民点
加夫里利斯克农村居民点（俄语：Гаврильское сельское поселение）是俄罗斯联邦沃罗涅日州巴甫洛夫斯克区所属的一个农村居民点。其下辖有4个居民点，行政中心为加夫里利斯克。据2016年统计，该农村居民点的人口为1489人。